# Санол (Каліфорнія)
Санол (англ. Sunol) — переписна місцевість (CDP) в США, в окрузі Аламіда штату Каліфорнія. Населення — 922 особи (2020).

## Географія
Санол розташований за координатами 37°35′9″ пн. ш. 121°52′50″ зх. д. / 37.58583° пн. ш. 121.88056° зх. д. (37.585931, -121.880449).  За даними Бюро перепису населення США в 2010 році переписна місцевість мала площу 71,91 км², з яких 71,87 км² — суходіл та 0,03 км² — водойми.

## Демографія
Згідно з переписом 2010 року, у переписній місцевості мешкало 913 осіб у 362 домогосподарствах у складі 257 родин. Густота населення становила 13 особи/км².  Було 394 помешкання (5/км²).
Расовий склад населення:
| - 85,4 % — білих - 5,3 % — азіатів - 0,8 % — вихідців з тихоокеанських островів - 0,7 % — корінних американців - 0,1 % — чорних або афроамериканців - 2,1 % — осіб інших рас |

До двох чи більше рас належало 5,7 %. Частка іспаномовних становила 10,0 % від усіх жителів.
За віковим діапазоном населення розподілялося таким чином: 16,2 % — особи молодші 18 років, 67,4 % — особи у віці 18—64 років, 16,4 % — особи у віці 65 років та старші. Медіана віку мешканця становила 49,3 року. На 100 осіб жіночої статі у переписній місцевості припадало 101,1 чоловіків;  на 100 жінок у віці від 18 років та старших — 100,8 чоловіків також старших 18 років.
Середній дохід на одне домашнє господарство  становив 125 634 долари США (медіана — 72 500), а середній дохід на одну сім'ю — 144 932 долари (медіана — 91 406). Медіана доходів становила 90 938 доларів для чоловіків та 68 500 доларів для жінок. За межею бідності перебувало 10,5 % осіб, у тому числі 33,8 % дітей у віці до 18 років та 7,0 % осіб у віці 65 років та старших.
Цивільне працевлаштоване населення становило 496 осіб. Основні галузі зайнятості: освіта, охорона здоров'я та соціальна допомога — 18,3 %, науковці, спеціалісти, менеджери — 16,1 %, роздрібна торгівля — 11,7 %, виробництво — 10,1 %.